# Племићко друштво
Племићко друштво (рус. Дворянское общество) је било јединица племићке сталешке самоуправе у Руској Империји.
Племићко друштво губерније или среза су чинили сви племићи који су живјели на том подручју.
Највиши органи племићких друштава су биле племићке скупштине. Скупштине су се састајале једанпут у три године (у ванредним ситуацијама и чешће). На скупштинама су се бирали изборни чиновници, утврђивали се порези на племићка имања и подносили су се извјештаји вишим чиновницима и руском императору.
Од 1906. године племићка друштва су бирала чланове Државног савјета из племства.